# Rossion Q1
La Rossion Q1 est une supercar assemblée par le constructeur américain 1g Racing/ Rossion Automotive. Cette voiture est basée sur la Noble M400 construite par Noble Automotive.
Les fondateurs Ian Grunes et Dean Rosen ont commencé le développement de la Q1 à partir de février 2007 ; l'objectif est de concevoir une voiture avec les mêmes performances sportives que la Noble M400 mais plus luxueuse.

## Performances

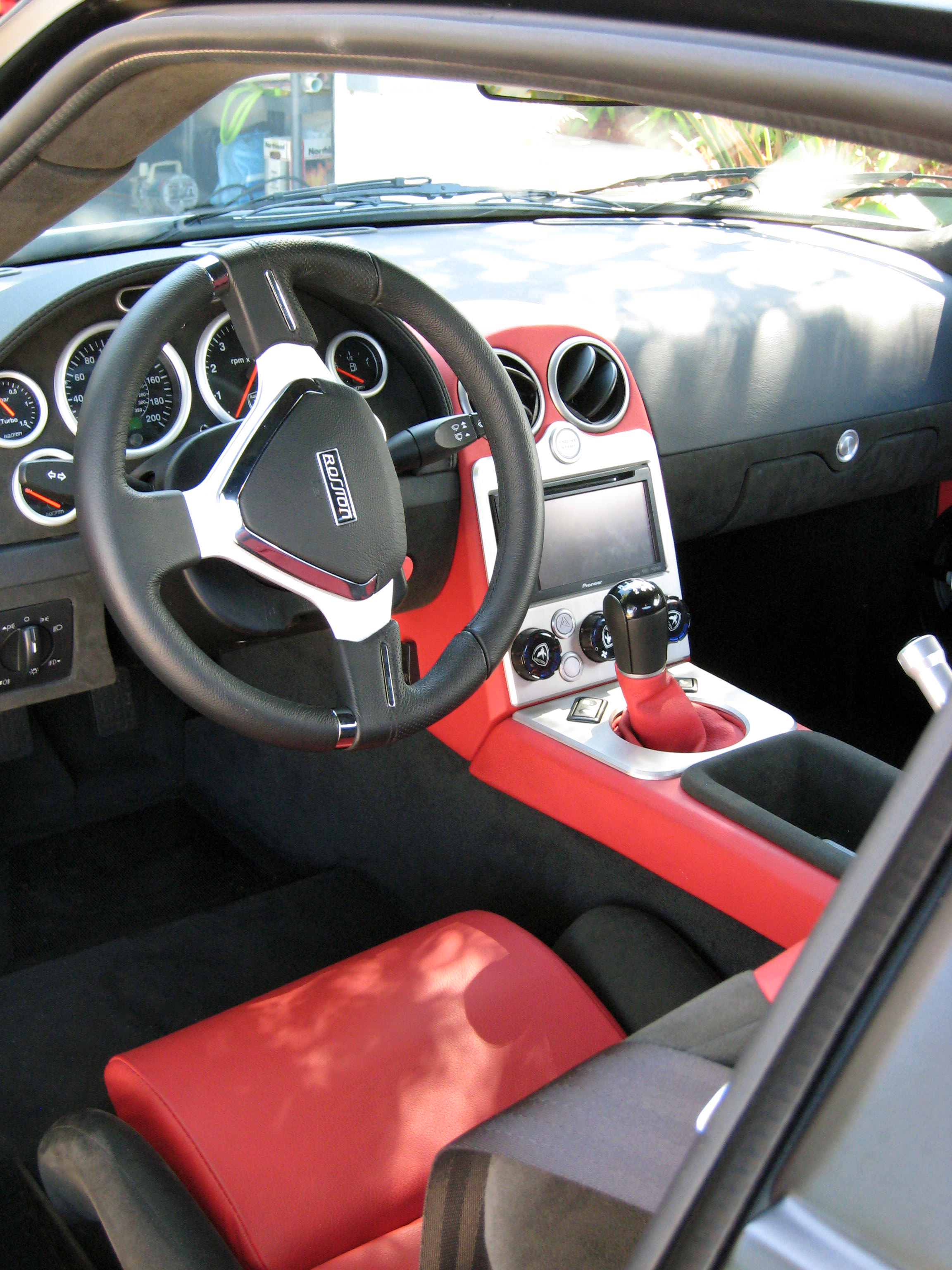
Intérieur de la Rossion Q1.

La Rossion Q1 a une puissance maximale de 450 ch (340 kW) à 6 500 tr/min. le couple est de 530 N m à 5 000 tr/min. Le rapport poids/puissance est de 418 ch/tonne. La Rossion Q1 atteint 100 km/h en 3 s 1 et 160 km/h en 7,7 s. La Q1 atteint 304 km/h. 
Le moteur V6 Ford Duratec à double turbocompresseur est en position longitudinale centrale-arrière,,.
- 3.0L bi-turbo
- 456 ch à 6 500 tr/min
- 569 N m à 5 000 tr/min
- 1 096 kg
- 0-97 km/h en 3,2 s (données constructeur)